# 與灣大親
與灣大親（？—1537年）是琉球第二尚氏王朝時期奄美大島的一位酋長。
與灣大親是奄美大島一位豪族，被尚清王冊封為大親。根據《中山世譜》記載，與灣大親性資忠孝，惟善是務。但他的同僚都是奸邪之輩，與他不睦，在前往首里朝貢的時候聯名誣告他謀反。尚清王便於1537年派根差部親方率軍遠征奄美大島，討伐與灣大親。與灣大親無以自白，自縊而死。
根差部親方將其子糠中城擄回首里。後來，糠中城向尚清王證明了其父的清白，獲得尚清王的重用。糠中城之子馬良詮（浦添親方良憲）更是昇為三司官，其後裔馬氏小祿殿內，為琉球五大名門之一，輩出三司官。